# Памятник Черняховскому (Пененжно)
Памятник Черняховскому — памятник, находившийся в городе Пененжно, Варминско-Мазурское воеводство, Польша. Был посвящён генералу армии, дважды Герою Советского Союза Ивану Даниловичу Черняховскому. Памятник сооружён на месте, где 18 февраля 1945 года Черняховский получил смертельное ранение при взятии города Мельзака. Памятник был внесён в реестр польско-российского межправительственного соглашения по охране памятников от 1994 года. В 2015 году был разрушен по решению городских властей города Пененжно.

## История
Памятник был установлен в начале 70-х годов XX столетия. Представлял собой высокую бетонную стелу с бронзовым барельефом Ивана Черняховского на вершине.
Памятник неоднократно подвергался актам вандализма. В апреле 2001 года представитель польской общественной организации «Республиканская лига» подверг памятник акту вандализма, разместив на нём красной краской уничижительные надписи. 
В 2013 году возле памятника был установлен информационный стенд Института национальной памяти. На этом стенде доктор наук Игорь Халагида дал информацию о генерале Иване Черняховском, предоставив отрицательную характеристику деятельности генерала при освобождении Польши, заявив, что его нельзя считать освободителем.
31 января 2014 года городские власти города Пененжно приняли решение снести памятник. Бурмистр Пененжно Казимеж Кейдо объяснил это решение тем, что Иван Черняховский после взятия Вильнюсa (Операция «Острая брама») участвовал в ликвидации отрядов виленского военного округа Армии Крайовой. По утверждению Казимежа Кейдо Иван Черняховский выпустил приказ, согласно которому около 8.000 разоружённых бойцов Армии Крайовой были сосланы в Сибирь. Другой причиной сноса памятника было объявлено отсутствие финансовых средств на его содержание,.
Решение городских властей Пенежно о демонтаже памятника Черняховскому вызвало обширную реакцию в польских и российских средствах массовой информации, среди представителей российских официальных органов и некоторых представителей польской власти. Губернатор Калининградской области Николай Цуканов предложил городским властям Пененжно финансировать содержание памятника. С главой городского совета Пенежно встречался генеральный консул в Гданьске Александр Караченцев.
МИД России выступил с заявлением, осуждающим решение городских властей Пененжно.
18 февраля 2014 года в день гибели Ивана Черняховского около памятника состоялся траурный митинг, в котором участвовало около 150 человек, прибывших из Калининградской области. Также в числе присутствующих на возложении цветов были поляки-ветераны и их дети, выступающие за сохранение памятника. В этот же день посол России в Польше Александр Алексеев заявил, что российские власти не обсуждают вопрос переноса памятника в Россию.
28 марта 2014 года власти Варминско-Мазурского воеводства не дали разрешение на демонтаж памятника.
17 сентября 2015 года памятник был демонтирован. В этот же день посол России в Польше С. Андреев выпустил заявление, в котором выражался протест и возмущение по поводу демонтажа памятника. 
21 сентября «Институт национальной памяти» выразил благодарность властям города Пененжно за демонтаж памятника генералу Черняховскому, а также выслал специальную публикацию на тему «советских памятников в Польше» послу Российской Федерации в Польше. Институт призвал также власти других населенных пунктов демонтировать находящиеся там советские памятные знаки: «Мы с самого начала существования Института придерживаемся мнения, что памятники такого рода, посвященные преступникам, следует разбирать. Мы считаем, что власти Пененжно по этому вопросу поступили верно», — отметил вице-глава «Института национальной памяти» Павел Укельский. 
Остатки памятника были окончательно уничтожены в конце марта 2016 года. Бронзовый барельеф генерала передан в институт национальной памяти Польши, где планируется его экспозиция вместе с другими коммунистическими монументами.